# Tag des Mittelmeerraumes

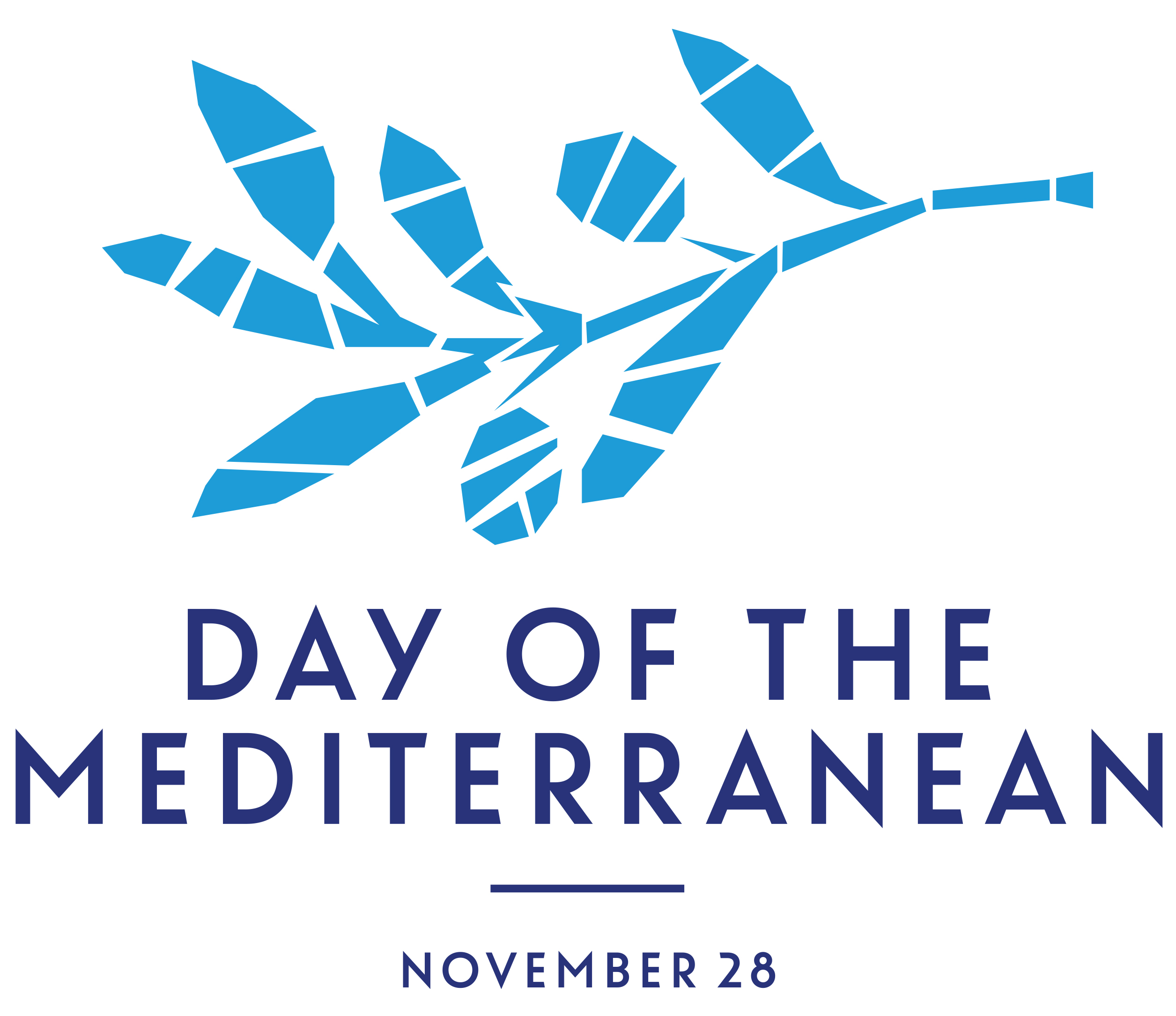
Ein stilisierter Olivenzweig – englischsprachiges Logo des Tages des Mittelmeerraumes

Der Tag des Mittelmeerraumes, auch Mediterraneum (englisch Day of the Mediterranean, französisch Journée de la Méditerranée, italienisch Giornata del Mediterraneo, spanisch Día del Mediterráneo, katalanisch Dia de la Mediterrània, portugiesisch Dia do Mediterrâneo, arabisch يوم المتوسط), wird jährlich am 28. November gefeiert, um eine gemeinschaftliche, mediterrane Identität zu fördern. Er soll helfen, den interkulturellen Austausch sowie die Vielfältigkeit der Region zu stärken und das Engagement der Organisationen und Bürger für Kooperation und Integration im Euro-Mittelmeerraum bekannt zu machen.

## Geschichte

Mittelmeer mit Landesgrenzen

Der 28. November als Tag des Mittelmeerraumes geht auf den Beginn des Barcelona-Prozesses zurück, welcher die europäischen Mittelmeerländer dazu verpflichtete, im Mittelmeerraum den Frieden, die Stabilität, das gemeinwirtschaftliche Voranschreiten und zwischenmenschliche Dialoge zu fördern, was 2008 zur institutionellen Gründung der Union für den Mittelmeerraum führte. Der Tag des Mittelmeerraumes wird in Ländern rings um das Mittelmeerbecken gefeiert, die europäischen Mitgliedstaaten mit eingeschlossen.

## Kultureller Fokus
In Anerkennung des Beitrags, den die Menschen des Mittelmeerraumes seit Jahrtausenden zur Zivilisation leisten, bedeutet der Tag des Mittelmeerraumes, denselben Reichtum und dieselbe Vielfalt der Kultur im Kontext des 21. Jahrhunderts zu kanalisieren. Diese kulturelle Dimension ist daher ein wichtiger Bestandteil für den Tag des Mittelmeerraumes, die einzigartige und doch vielfältige mediterrane Identität zu feiern. Dies wird durch lokale und internationale Veranstaltungen, Ausstellungen und Festivals in der gesamten Region gefördert, um die Verbindungen zwischen den Menschen rund um die Küsten zu stärken, indem der interkulturelle Austausch und Dialog gefördert wird.

## Hintergrund
Der Tag des Mittelmeerraumes wurde zum Teil durch den Barcelona-Prozess inspiriert, der auf der Europa-Mittelmeer-Konferenz in Barcelona am 28. November 1995 mit dem Ziel ins Leben gerufen wurde, die Beziehungen zwischen Europa und den Ländern des südlichen Mittelmeerbeckens zu stärken. Die Außenminister der Europäischen Union und von zwölf Ländern des südlichen und östlichen Mittelmeers hielten die Konferenz ab und unterzeichneten eine Erklärung zum Start des Euro-Mediterranen Partnerschaftsprozesses. Der Barcelona-Prozess führte 2008 zur Gründung der Union für den Mittelmeerraum (UfM), der Institution, die diese Vision in der gesamten Region vorantreiben soll und die heute aus 42 Mitgliedstaaten besteht. Am 28. November 2020 haben alle 42 UfM-Mitgliedstaaten auf dem fünften UfM-Regionalforum, das zum 25. Jahrestag des Barcelona-Prozesses stattfand, den ersten Internationalen Tag des Mittelmeerraumes gefeiert.